# Deutsche Botschaft Ulan-Bator
Die Deutsche Botschaft Ulan-Bator (im offiziellen Sprachgebrauch Ulan Bator) ist die diplomatische Vertretung der Bundesrepublik Deutschland im Mongolischen Staat.

## Lage und Gebäude
Die Liegenschaft der Botschaft befindet sich zentral im Regierungs- und Botschaftsviertel der mongolischen Hauptstadt Ulan-Bator im Stadtbezirk Khoroo 6. Die Straßenanschrift lautet: Baga Toiruu - 2, United Nations Street 16, Ulan-Bator 14201
Das mongolische Außenministerium liegt 1 km südlich und ist in der Regel in wenigen Minuten erreichbar. Zu dem 50 km südlich gelegenen neuen internationalen Flughafen Ulan-Bator (Chinggis Khaan International Airport) ist in der Regel eine Fahrtzeit von einer Stunde anzusetzen.
Die Botschaft ist in den Baulichkeiten der früheren Botschaft der DDR untergebracht. Das 5500 m² große Grundstück umfasst ein repräsentatives, zweigeschossiges Eingangsgebäude, einen zweigeschossigen Bürotrakt und mehrere Nebengebäude. 

## Auftrag und Gliederung
Die Deutsche Botschaft Ulan Bator den Auftrag, die deutsch-mongolischen Beziehungen zu pflegen, die deutschen Interessen gegenüber der Regierung der Mongolei zu vertreten und die Bundesregierung über Entwicklungen in der Mongolei zu unterrichten.
In der Botschaft werden die Sachgebiete Politik, Wirtschaft, Kultur und Bildung sowie Entwicklungszusammenarbeit (EZ) bearbeitet. Die EZ-Gesamtzusagen der Bundesregierung seit Beginn der Zusammenarbeit im Jahr 1991 belaufen sich auf insgesamt gut 488 Millionen Euro. Schwerpunkte der EZ sind die Themen Energieeffizienz, Biodiversität und nachhaltige Wirtschaftsentwicklung.
Im Kulturreferat der Botschaft war eine Akademische Prüfstelle (APS) angesiedelt, die in Zusammenarbeit mit dem Deutschen Akademischen Austauschdienst (DAAD) die Authentizität von Bildungsbiografien überprüfte und im positiven Fall zertifizierte, was für eine Studienbewerbung in Deutschland bis ca. 2019 erforderlich war.
Das Referat für Rechts- und Konsularangelegenheiten der Botschaft betreut die ganze Mongolei als konsularischen Amtsbezirk. Es bietet als konsularische Dienstleistungen für im Land ansässige deutsche Staatsangehörige an: Beglaubigungen, Passanträge, Namenserklärungen und Geburtsanzeigen. Die Visastelle des Referats stellt Visa für mongolische Staatsangehörige aus.

## Geschichte
Die DDR und die Mongolei hatten am 13. April 1950 diplomatische Beziehungen aufgenommen. Ab 1953 war die DDR mit Botschaftern in Ulan Bator vertreten. Die Beziehungen endeten mit dem Beitritt der DDR zur Bundesrepublik Deutschland im Jahr 1990.
Am 1. November 1990 eröffnete die Bundesrepublik Deutschland nach Aufnahme diplomatischer Beziehungen eine Botschaft. Die gut geeignete Liegenschaft der vormaligen Botschaft der DDR wurde Sitz der Vertretung.